# Kurek karoliński
Kurek karoliński (Prionotus carolinus) – gatunek ryby morskiej z rodziny kurkowatych (Triglidae). Poławiana i wykorzystywana na karmę dla zwierząt domowych, do produkcji nawozów, a także jako przynęta na ryby. Z ikry kurka karolińskiego produkuje się substytut kawioru.

## Występowanie i biotop
Gatunek zachodniego wybrzeża północnego Atlantyku. Zasięg jego występowania obejmuje obszar od Nowej Szkocji (na północy) po Zatokę Meksykańską (na południu). Żyje w piaszczystym dnie do głębokości 180 m.

## Morfologia

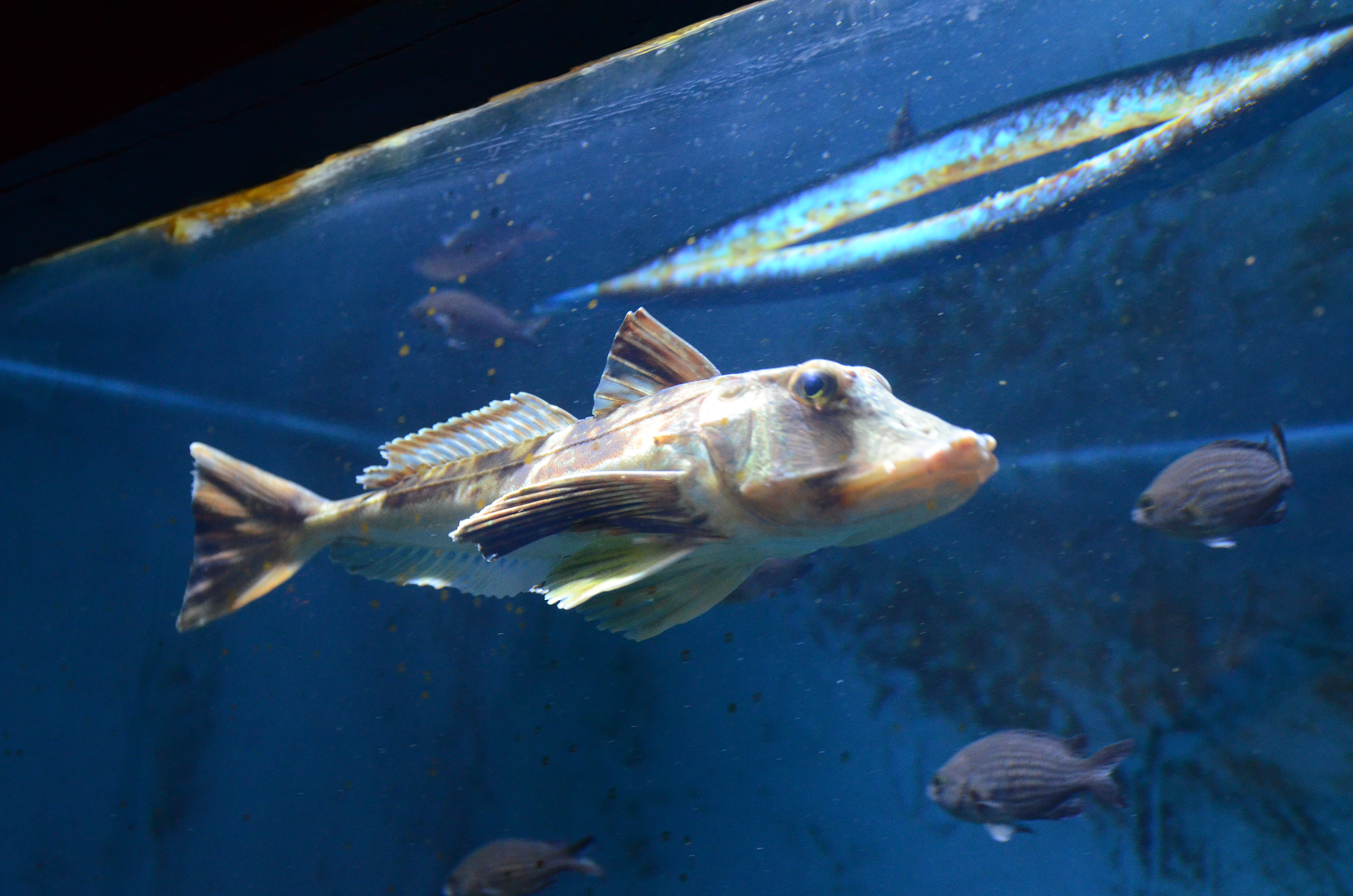
Kurek karoliński w akwarium w Rosji

Przeciętnie osiąga długość 30 cm, maksymalnie 38 cm. Ciało zwężające się o barwie czerwonobrunatnej z pasami, od spodu białawe. Głowa duża z kostnymi płytkami i dużymi oczami na jej szczycie. W płetwie grzbietowej wystające kolce; płetwa odbytowa długa. Płetwy piersiowe bardzo duże, z ostatnimi trzema wolnymi i wydłużonymi promieniami.

## Ekologia i zachowanie
Jajorodny. W sezonie rozrodczym potrafi wytwarzać głośne dźwięki (dzięki specjalnym mięśniom przy pęcherzu pławnym). Odżywia się skorupiakami, innymi rybami oraz mięczakami. Potrafi poruszać po dnie morskim na swoich skrzydłowatych płetwach piersiowych. W chwili niebezpieczeństwa potrafi błyskawicznie zakopać się w dnie – jest także świetnym pływakiem. 